# Suot Tasna
Suot Tasna (föräldrat tyskt namn: Untertasna) är en krets i distriktet En i den schweiziska kantonen Graubünden. Den återgår på tingslaget Untertasna med samma omfattning som bildades på 1400-talet i dåvarande Gotteshausbund. Dess urgamla huvudort är Scuol.

## Indelning
Suot Tasna har haft samma geografiska omfattning sedan medeltiden och var indelat i tre kommuner (Ftan, Scuol och Sent) fram till 2015. Då slogs samtliga dessa kommuner samman med tre kommuner i grannkretsen Sur Tasna (Ardez, Guarda och Tarasp) och bildade den nya kommunen Scuol. Därmed har kretsen en enda kommun, och en väsentligt större omfattning än förut.

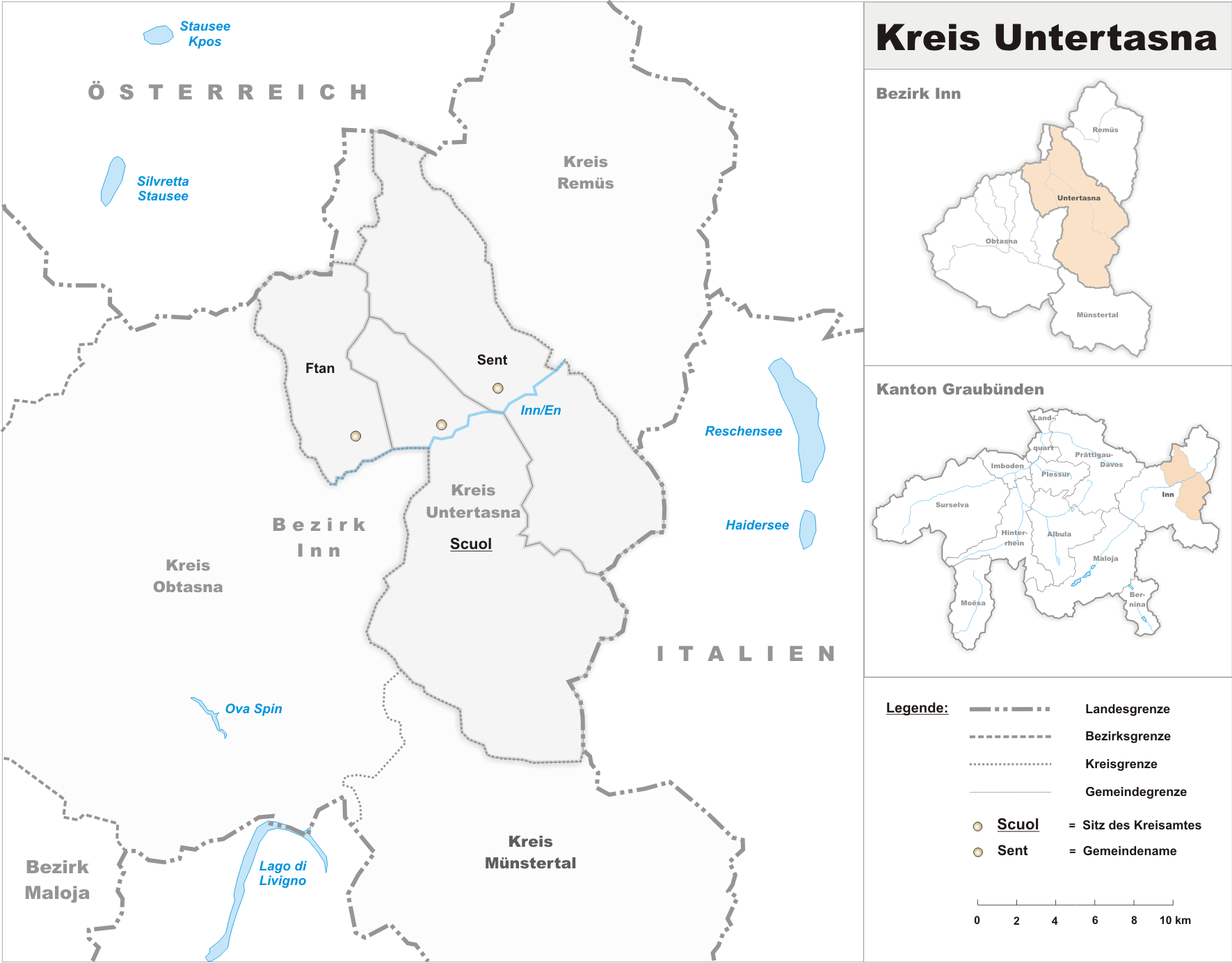
Kretsen och dess kommuner före 2015